# Гражданский проспект

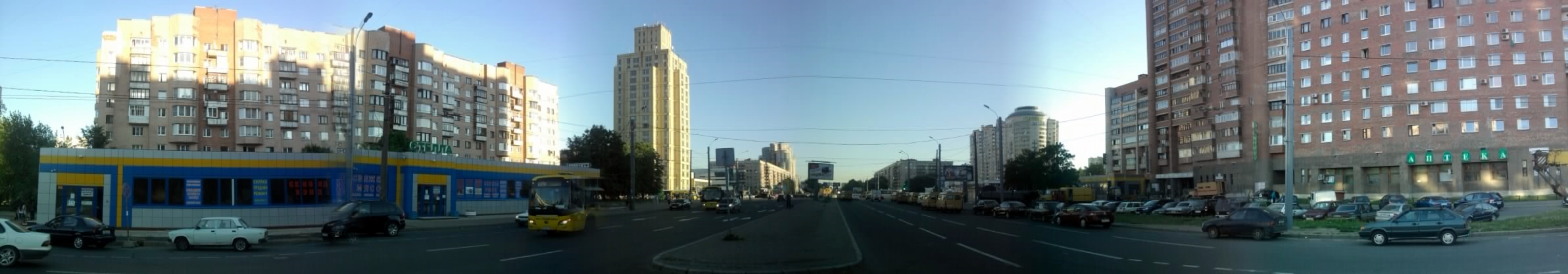
Панорама Гражданского проспекта

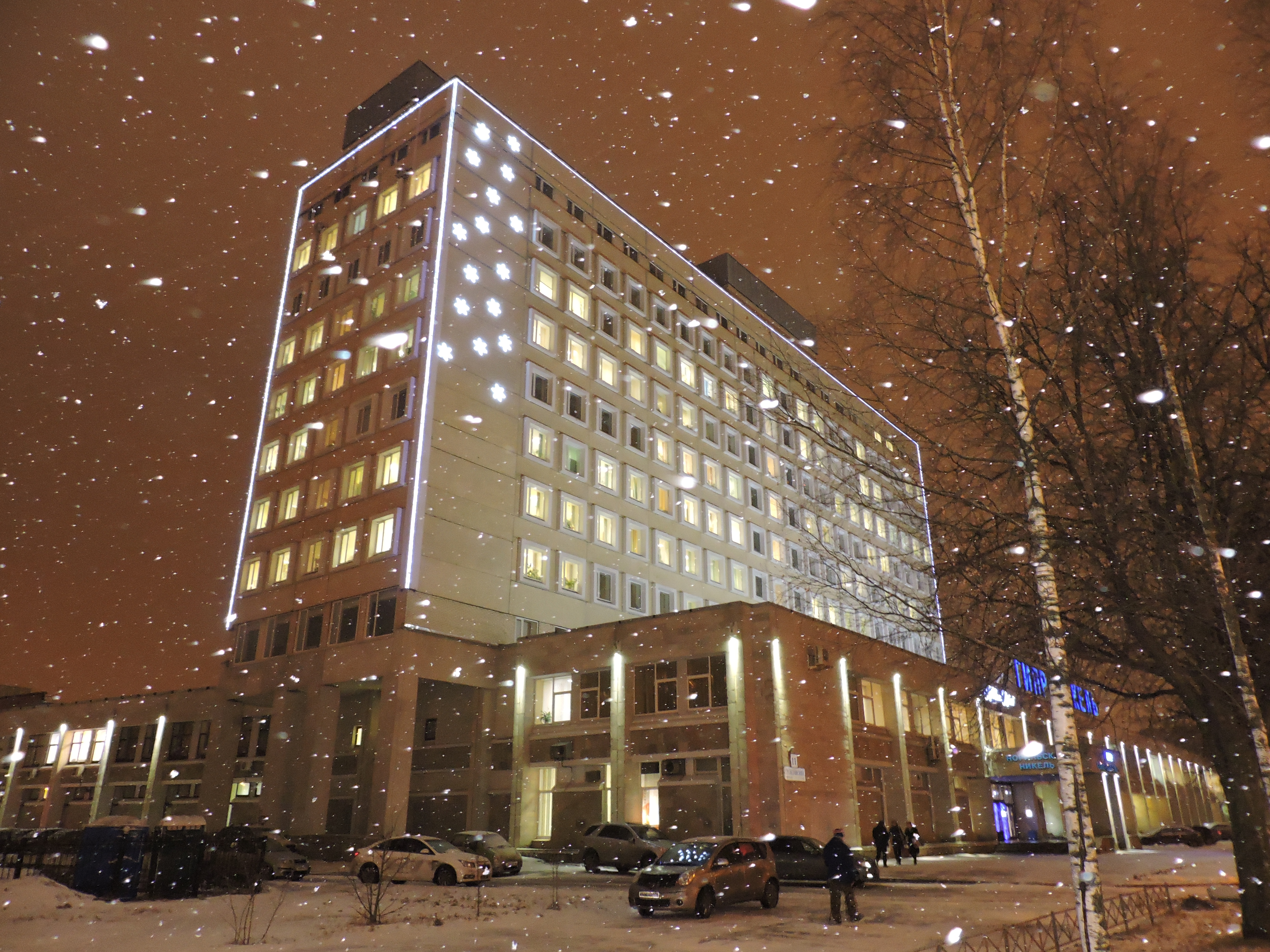
ООО «Институт Гипроникель» (Гражданский пр., 11)

Гражда́нский проспект — крупная улица на севере Санкт-Петербурга в Калининском районе. Проходит от проспекта Непокорённых (в створе Кушелевской дороги) на север до Суздальского проспекта. Является самой протяжённой улицей, полностью расположенной в Калининском районе.

## История

### Происхождение названия
Название происходит от деревни Гражданка (первоначально — Горожанка; оба названия присутствуют как взаимозаменяемые на карте окрестностей Санкт-Петербурга 1831 года), основанной в конце XVIII века, и исторического района Гражданка, сформировавшегося в середине XIX века. Магистраль является центральной для этого исторического района. В конце XIX — первой половине XX века она называлась Гражданской дорогой, и на ней находились несколько поселений: Дорога в Гражданку (вблизи Большой Спасской улицы — нынешнего проспекта Непокорённых), Колония Гражданка, или Немецкая Гражданка (между нынешними улицами Фаворского и Гидротехников), Русская Гражданка (вблизи нынешнего проспекта Науки), и деревня Ручьи (вблизи пересечения Гражданской дороги с Муринским ручьём). В 1950-х годах в некоторых справочниках и на картах Гражданская дорога иногда называлась улицей Русская Гражданка, а иногда она делилась на три участка по названиям поселений.
После ручья дорога отклонялась в сторону, выходя точно в створ Центральной улицы деревни Мурино.

### Лютиково подворье
На углу проспекта Непокорённых и Гражданского проспекта располагалось Лютиково подворье Свято-Троицкого монастыря Калужской епархии (основано в 1897 году иеромонахом Амвросием по благословению Иоанна Кронштадтского) включавшее:
- двуглавую деревянную Троицкую церковь (освящена 12 февраля 1898 года, восстановлена после пожара в 1907 году), которую 4 августа 1898 года посетил Николай II;
- пятиглавый каменный храм Тихвинской иконы Божией матери (арх. Н. Н. Никонов, 1905—1913, закрыт в 1934 году).

Троицкая церковь была снесена в 1967 году, а пятиглавый каменный храм и остатки монастырских построек были уничтожены в 1982 году.

### Массовая застройка в советский период
Массовая застройка района, начавшаяся в 1960-х годах, охватила ряд небольших улиц (большинство из них образовались в начале XX века и были названы по фамилиям, реже по именам, землевладельцев), пересекавших Гражданский проспект: Шикановскую, Федосеевскую, Ивановскую, Платоновскую, Лавровую (не путать с Лавровской дорогой, названной по фамилии того же землевладельца Лаврова), Никольский переулок, Политехнический переулок и др., — или шедших параллельно проспекту: Старцеву, Ильинскую, Старо-Муринскую и др. В мае 1965 года эти улицы были упразднены, а находившиеся на них дома получили нумерацию либо по Гражданскому проспекту, либо по проспекту Непокорённых.
В 1970 году Гражданский проспект был спрямлён и продлён до Суздальского проспекта. Старая траектория дороги вошла в жилую застройку, единственный сохранившийся в черте города участок — от улицы Руставели до железнодорожных путей Приозерского направления (т. н. Токсовское шоссе). До постройки развязки с КАД этот участок активно использовался для выезда из города в сторону посёлка Токсово. После постройки развязки, Центральная улица была выведена тоннелем в створ Токсовской улицы, а переезд в створе Токсовского шоссе был закрыт. С тех пор этот участок потерял свою значимость как магистраль и используется только как подъездная дорога к гаражам. 29 октября 2024 года данному участку дороги присвоено название Старо-Токсовский тупик.
В 1975 году была открыта станция метрополитена «Академическая», в 1978 году — «Гражданский проспект». Во второй половине 1970-х годов по проекту В. В. Попова были построены многоэтажные жилые дома на углу Гражданского и Северного проспектов. В 1985 году построено административное здание НПО «Электронмаш» (дом № 111/1). На углу с улицей Фаворского в 1986 году закончилось строительство комплекса института «Гипроникель». В 1993 году Гражданский проспект соединили с проспектом Маршала Блюхера Кушелевским путепроводом.

### 2000-е годы
В 2000 году у Муринского ручья, на месте часовни Александра III, возведена церковь Сретения Господня.

### Планы
Существуют планы по пробивке Гражданского проспекта на север через окружную железную дорогу «Мурино — Парнас — Парголово» (тоннелем или путепроводом) для осуществления удобной транспортной связи обитателей нового жилого массива и соединения его с КАД.

## Объекты
- дом 28 — ИМОП (Институт международных образовательных программ)
- дом 33 — жилой дом; Спортмастер
- дом 101 — Церковь Сретения Господня
- дом 116, к.1 — вход метро «Гражданский проспект»
- владение 131 — трамвайно-троллейбусный парк

## Пересечения
- проспект Непокорённых
- улица Фаворского
- улица Гидротехников
- улица Верности
- проспект Науки
- Северный проспект (Северная площадь)
- проспект Луначарского
- Киришская улица
- проспект Просвещения
- Токсовская улица
- Суздальский проспект

## Транспорт
На Гражданском проспекте расположены две станции Кировско-Выборгской линии метро: «Академическая» и «Гражданский проспект».
- Троллейбусы № 6, 21, 31, 38.
- Автобусы № 40, 60, 93, 102, 153, 176 (на участке от Суздальского проспекта до проспекта Просвещения), 177, 178, 199, 206, 208, 270, 295.

По адресу Гражданский проспект, дом 131 расположен Совмещённый трамвайно-троллейбусный парк.

## Достопримечательности

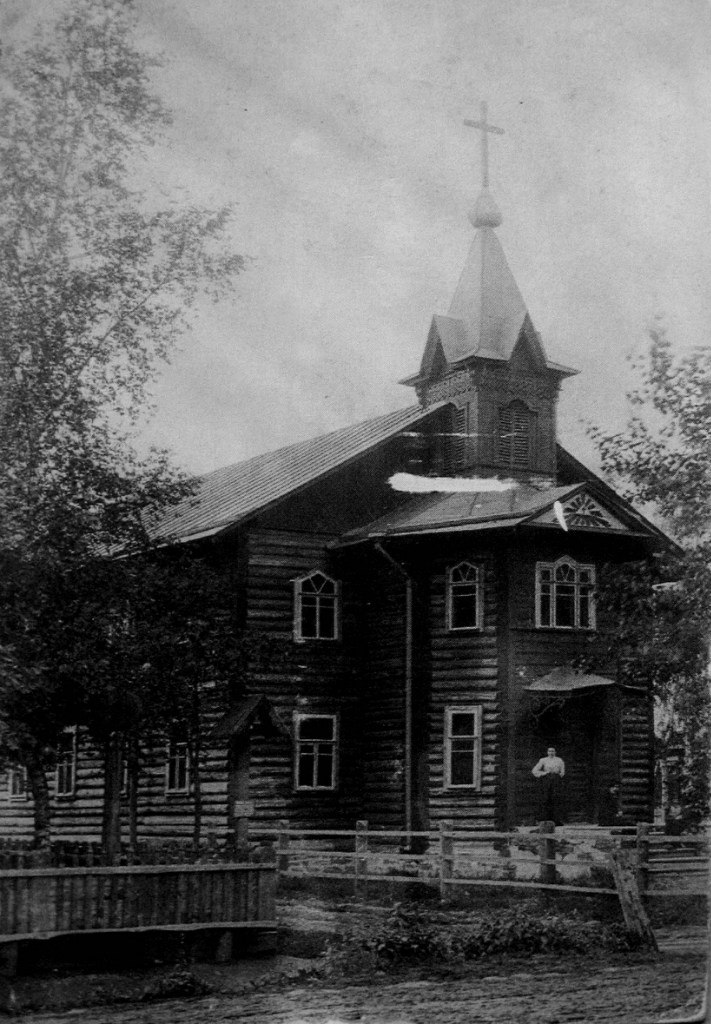
Лютеранская кирха св. Николая в бывш. немецкой колонии Гражданка

- Церковь Сретения Господня на пересечении с проспектом Луначарского.
- Проспект пересекает Муринский ручей.
- На пересечении с проспектом Непокорённых располагалось Лютиково подворье Свято-Троицкого монастыря Калужской епархии:
  - двуглавую деревянную Троицкую церковь (освящена 12 февраля 1898 года, восстановлена после пожара в 1907 году, снесена в 1967 году),
  - пятиглавый каменный храм Тихвинской иконы Божией матери (арх. Н. Н. Никонов, 1905—1913, закрыт в 1934 году, взорван в 1982 году).
- На углу с ул. Гидротехников располагалась лютеранская кирха св. Николая в бывш. немецкой колонии Гражданка, не сохранилась.
- В доме № 7 с 1937 по 1968 год находилась школа № 111 — первоначально семилетка, затем восьмилетка, в 1968 году школа переехала в новое здание на современной ул. Фаворского, став десятилеткой с углублённым изучением немецкого языка; а в годы блокады здесь располагался учебный танковый батальон.

Территория по обе стороны проспекта севернее Муринского ручья стала активно застраиваться в начале 1970-х годов, когда южная часть Гражданки уже имела развитую инфраструктуру. Тогда возникло шуточное деление района (по аналогии с делением Германии на ГДР и ФРГ): ГДР — «Гражданка дальше ручья», ФРГ — «Фешенебельный район Гражданки».